# Araque (cidade)
Araque (em persa: اراک‎; romaniz.: Arak) é uma cidade e capital da província de Marcazi, condado de Araque e distrito Central, no Irã. Segundo censo de 2016, havia 520 944 habitantes.